# 长白山风毛菊
长白山风毛菊（学名：Saussurea tenerifolia）是菊科风毛菊属的植物，为中国的特有植物。分布于中国大陆的吉林、辽宁等地，生长于海拔1,100米至1,700米的地区，多生在林缘，目前尚未由人工引种栽培。